# North West Cape
North West Cape är en udde i Australien. Den ligger i kommunen Exmouth och delstaten Western Australia, omkring 1 100 kilometer norr om delstatshuvudstaden Perth.
Trakten är glest befolkad. Närmaste befolkade plats är Jurabi Turtle Nesting Center, 4,9 km väster om North West Cape.
Omgivningarna runt North West Cape är i huvudsak ett öppet busklandskap. Stäppklimat råder i trakten. Genomsnittlig årsnederbörd är 338 millimeter. Den regnigaste månaden är maj, med i genomsnitt 87 mm nederbörd, och den torraste är november, med 1 mm nederbörd.